# Saint-Père-en-Retz
Saint-Père-en-Retz é uma comuna francesa na região administrativa da Pays de la Loire, no departamento de Loire-Atlantique. Estende-se por uma área de 62,72 km². Em 2010 a comuna tinha 4 722 habitantes (densidade: 75,3 hab./km²).